# Viaje al peligro
Viaje al peligro (título original: Lost Valley) es una película estadounidense de aventura y suspenso de 1998, dirigida por Dale G. Bradley, que a su vez la escribió, musicalizada por Bruce Lynch, en la fotografía estuvo Neil Cervin y los protagonistas son Jeff Bollow, Brock Davis y Meg Foster, entre otros. El filme fue realizado por Cinequanon Pictures International Inc., Daybreak Pictures Ltd. y PorchLight Entertainment.

## Sinopsis
Mary-Ann Compton y Sandy Franzetti de Los Ángeles, realizan su viaje anhelado que tenían desde niñas, van por el campo de Nueva Zelanda en una casa rodante, pero se transforma en una pesadilla.